# Peter McGrail
Peter McGrail est un boxeur britannique né le 31 mai 1996.

## Carrière
Sa carrière amateur est principalement marquée par une médaille de bronze remportée aux championnats du monde de 2017 et 2019 dans la catégorie poids coqs.

## Palmarès

### Championnats du monde
- Médaille de bronze en -57 kg en 2019 à Iekaterinbourg, Russie
- Médaille de bronze en -56 kg en 2017 à Hambourg, Allemagne

### Championnats d'Europe
- Médaille d'or en -56 kg en 2017 à Kharkiv, Ukraine

### Jeux européens
- Médaille de bronze en -56 kg en 2019 à Minsk, Biélorussie

### Jeux du Commonwealth
- Médaille d'or en -56 kg en 2018 à Gold Coast, Australie